# 波帕茲德拉
45°59′0″N 30°18′11″E / 45.98333°N 30.30306°E

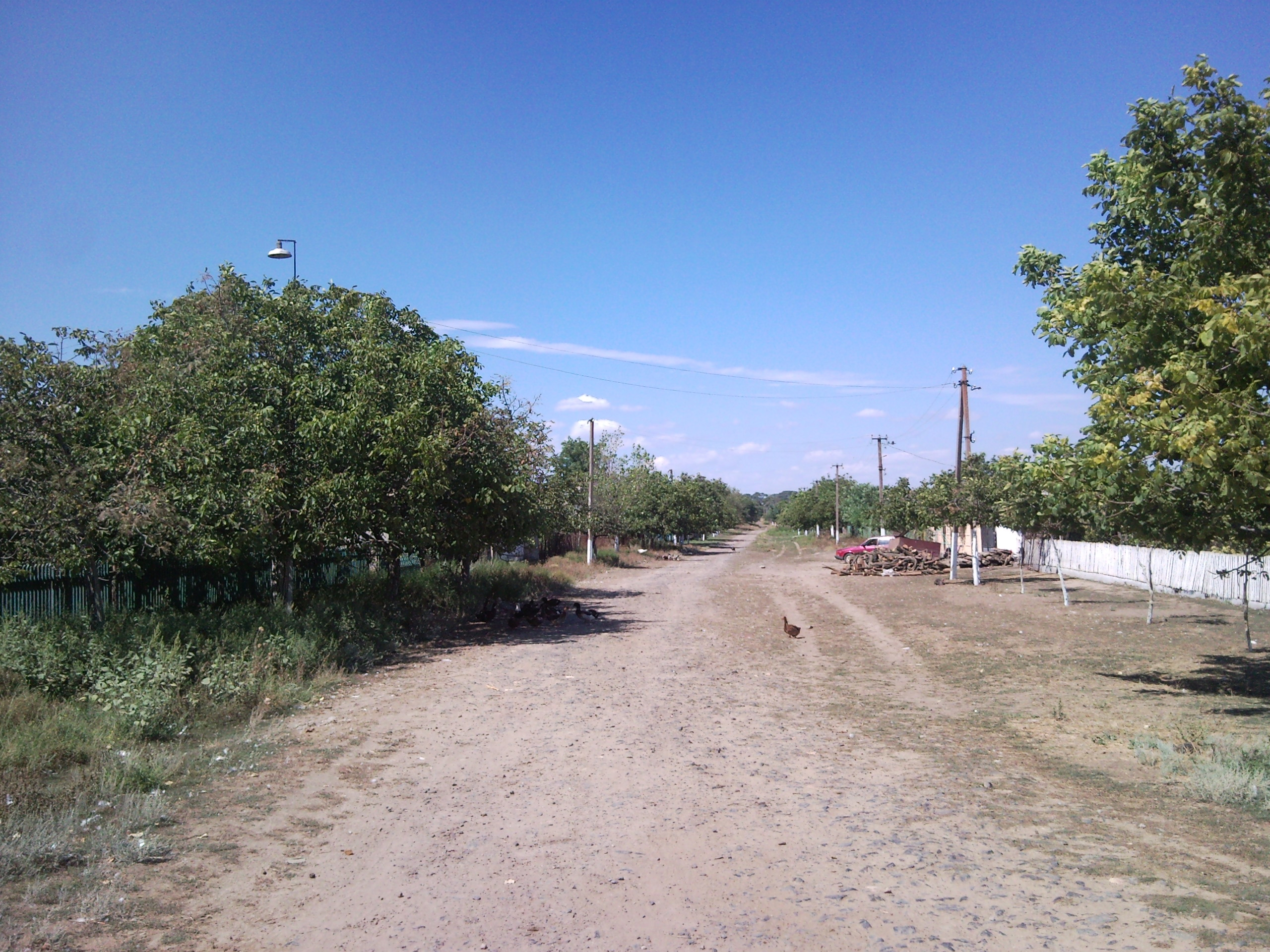

波帕茲德拉（烏克蘭語：Попаздра）是位於烏克蘭西南部的村莊，由敖德萨州裡比爾霍羅德-德涅斯特羅夫斯基區的塞爾希伊夫卡市鎮負責管轄。該村始建於1824年，面積0.49平方公里，2001年人口187，人口密度每平方公里381.63人。